# Matthias Allonge
Matthias Allonge (* 25. November 1962) ist ein deutscher ehemaliger Handballspieler und -trainer. 

## Spielerkarriere
In der DDR spielte Allonge für den SC Dynamo Berlin in der Handball-Oberliga, der höchsten Spielklasse des Deutschen Handballverbandes, und wurde zweimal Vizemeister. In der Juniorennationalmannschaft der DDR brachte Allonge es auf 25 Länderspiele, die Mannschaft erreichte mit ihm den sechsten Platz bei der Handball-Junioren-WM 1983.
Im Jahre 1991 wechselte Allonge zum ThSV Eisenach, für den er bis 1996 unter anderem in der ersten und zweiten Handball-Bundesliga zum Einsatz kam.

## Trainerlaufbahn
Nach Ende seiner Spielerkarriere wurde Allonge 1999 Co-Trainer der Bundesliga-Mannschaft des ThSV. Dieses Amt hatte er, mit Unterbrechungen, bis 2004 inne. In dieser Zeit war er auch als Trainer im Nachwuchsbereich des ThSV tätig. Nach der Entlassung von Peter Rost führte er die Mannschaft bei einigen Spielen in der Handball-Bundesliga auch als Cheftrainer. Nachdem er Eisenach verlassen hatte, war er als Männer- und Nachwuchstrainer von Juli 2004 bis Dezember 2005 beim HC Dresden, von Januar 2006 bis Juni 2008 beim ESV Lok Pirna und von Juli 2008 bis Juni 2013 beim LHV Hoyerswerda tätig. In dieser Zeit war er zudem Regional- und Stützpunkttrainer des sächsischen Handballverbandes für Ostsachsen. Im Juni 2013 wurde er Trainer der 1. Mannschaft des HSV Apolda sowie ab September 2013 Landestrainer beim Thüringer Handball-Verband. Von Juni 2015 bis Mai 2016 trainierte er die 1. Männermannschaft des HSC Erfurt. Im Mai 2016 zog sich Allonge nach über 45 Jahren als Spieler und Trainer vom Handballsport zurück und nahm eine Tätigkeit als Firmenkundenberater auf.

## Privatleben
Allonge ist verheiratet und hat einen Sohn.

## Weblink
- Was macht denn eigentlich Matthias Allonge?, eisenachonline.de, 1. Dezember 2020

| Personendaten    | Personendaten                          |
| ---------------- | -------------------------------------- |
| NAME             | Allonge, Matthias                      |
| KURZBESCHREIBUNG | deutscher Handballspieler und -trainer |
| GEBURTSDATUM     | 25. November 1962                      |